# Octonoba grandiprojecta
Octonoba grandiprojecta es una especie de araña araneomorfa del género Octonoba, familia Uloboridae. Fue descrita científicamente por Yoshida en 1981.
Habita en islas Ryūkyū.